# Armhoede
Armhoede is een buurtschap in de gemeente Lochem in de Nederlandse provincie Gelderland. Het ligt twee kilometer ten noordoosten van Lochem aan het kanaal van Zutphen naar Enschede. Bij Armhoede bevindt zich een stortplaats, die in 2004 is gesloten en inmiddels is afgedekt.